# Fanmi Lavalas
O Fanmi Lavalas é um partido político no Haiti, seu líder é o ex-presidente Jean-Bertrand Aristide. Foi fundado em 1996, por dissidentes da Organização do Povo em Luta (OPL) com apoio de Aristide, partido que eles consideravam demasiado "neoliberal" em termos econômicos e sociais.

## Desempenho eleitoral

### Eleições presidenciais
| Data | Candidato              | Retrato | CI. | Votos     | %            |
| ---- | ---------------------- | ------- | --- | --------- | ------------ |
| 2000 | Jean-Bertrand Aristide |         | 1.º | 1 947 848 | 91,8 / 100,0 |
| 2016 | Maryse Narcisse        |         | 4.º | 95 765    | 9,01 / 100,0 |